# Richard Jaeckel
Richard Hanley Jaeckel (Long Beach, 10 de outubro de 1926 - Los Angeles, 14 de junho de 1997) foi um ator norte-americano, indicado ao Óscar de melhor ator  coadjuvante de 1971 pelo filme Sometimes a Great Notion.

## Vida
Começou a trabalhar nos estúdios da 20th Century Fox, aos dezessete anos de idade, como assistente administrativo. Em 1943, conseguiu um pequeno papel no filme Guadalcanal Diary. Entre 1944 e 1949, trabalhou na marinha mercante dos Estados Unidos, sem deixar de atuar. Neste período, trabalhou em filmes de guerra, como Wing and a Prayer, Jungle Patrol, Battleground, Sands of Iwo Jima e no policial City Across the River. 
Em 1951, estreou na televisão, atuando da série The Bigelow Theatre, da CBS. Também trabalhou nos seriados Bonanza, The Public Defender, Stories of the Century, The Tall Man, The Millionaire, Salvage 1, entre outras.
Ao longo de 50 anos de carreira, trabalhou em mais de 70 produções, entre o cinema e a televisão, atuando ao lado de atores como John Wayne, Gregory Peck, Shirley Booth, Burt Lancaster, Terry Moore, Elvis Presley, Rod Taylor.
Sua ultima atuação foi no seriado Baywatch, quando trabalhou em 28 episódios entre 1992 e 1994.